# Бюру-Кутан
Бюру-Кутан (вариант Буру) — кутан колхоза имени Чапаева Ботлихского района Дагестана. Подчинен сельскому поселению Село «Алак».

## Географическое положение
Расположено на территории Бабаюртовского района, в 13 км к северу от села Бабаюрт на канале Малый Кисек.

## История
Первые сведения встречаются в материалах переписи 1939 год, по которым Бюрокутан входил в состав Кутанаульского сельсовета, в нём проживало 12 мужчин. В 1958 году земли бывшего кутана в составе участка госфонда «Притеречный» были переданы под зимние пастбища колхозов Ботлихского района.